# Sáchica (ort)
Sáchica är en ort i Colombia. Den ligger i departementet Boyacá, i den centrala delen av landet, 120 km nordost om huvudstaden Bogotá. Sáchica ligger 2 153 meter över havet och antalet invånare är 1 774.
Terrängen runt Sáchica är varierad. Runt Sáchica är det tätbefolkat, med 591 invånare per kvadratkilometer. Närmaste större samhälle är Tunja, 20,0 km öster om Sáchica. Trakten runt Sáchica består i huvudsak av gräsmarker.